# بالد هیلز، کوئینزلند
بالد هیلز (به انگلیسی: Bald Hills) یک حومه شهر در استرالیا است که در City of Brisbane واقع شده‌است.